# Готатя
Готатя (рум. Gothatea) — село у повіті Хунедоара в Румунії. Входить до складу комуни Гурасада.
Село розташоване на відстані 320 км на північний захід від Бухареста, 24 км на захід від Деви, 119 км на південний захід від Клуж-Напоки, 108 км на схід від Тімішоари.

## Населення
За даними перепису населення 2002 року у селі проживали 273 особи.
Національний склад населення села:
| Національність | Кількість осіб | Відсоток |
| -------------- | -------------- | -------- |
| румуни         | 267            | 97,8%    |
| угорці         | 5              | 1,8%     |

Рідною мовою назвали:
| Мова      | Кількість осіб | Відсоток |
| --------- | -------------- | -------- |
| румунська | 267            | 97,8%    |
| угорська  | 5              | 1,8%     |